# Luis Ávalos
Luis Ávalos (ur. 2 września 1946 w Hawanie, zm. 22 stycznia 2014 w Burbank) – kubański aktor filmowy i telewizyjny.

## Wybrana filmografia
seriale
- 1968: Columbo jako Antonio
- 1977: Soap jako Lekarz
- 1993: Nowojorscy gliniarze jako Oswaldo Mendoza
- 1996: Land's End
- 2004: Jack & Bobby jako Pan Luis

film
- 1973: Odznaka 373 jako Chico
- 1980: Niedzielni kochankowie
- 1991: Żona rzeźnika jako Luis
- 2002: Wishcraft jako Burmistrz Phelan
- 2005: Olimpiada jako Stavi